# Arboretum du Planel
El Arboreto del Planel (en francés: Arboretum du Planel), es un arboreto, de 3 hectáreas de extensión, que se encuentra en la Comuna de Arques, Francia.
La aldea de Arques se encuentra en un bosque de más de 2.000 hectáreas «forêt du réalsesse» del cual deriva su principal fuente de ingresos. El pueblo de Arques pertenece a una región marcada por el episodio de los cátaros. A 500 metros de la aldea, cerca de un antiguo molino, el castillo « Château de plaine» o d'Arques , en un entorno natural y salvaje.

## Localización
Arques se encuentra en las montañas de los Pirineos a unos 25 km al sureste de Limoux y 25 km al noreste de Quillan. El acceso a la comuna es por la carretera D613 desde Serres en el oeste pasando por el pueblo y continuar Albières en el este. La D54 va hacia el norte de la aldea de Valmigère. En la comuna fronteriza de las ramas de la D70 D54 y sigue una ruta tortuosa a Bouisse. La comuna es un municipio serrano con terreno accidentado, pero con algunas granjas en el valle.
Arboretum du Planel Arques, Département de Aude, Languedoc-Roussillon, Francia.
Está abierto a diario todo el año.

## Historia
La zona donde se encuentra era propiedad de la Abadía de Lagrasse a principios del siglo XI, antes de pasar bajo el control de los señores de Termes. 
En 1231 la región fue dada por Simón IV de Montfort para Pierre de Voisins después de la Cruzada albigense. Su sucesor, Gilles de Voisins, comenzó la construcción del castillo en 1280 y la organización de la Bastide. Fueron los barones del norte que llegaron a ocupar la tierra de los herejes cátaros bajo la orden del Papa Inocencio III.
La dinastía de Voisins se extinguió en 1518con el matrimonio de Françoise con Jean de Joyeuse, un miembro de la Casa de Joyeuse que por tanto, se convirtió en el propietario del señorío y la baronía de Arques.
El castillo de Arques fue abandonado a favor del « Château des Ducs de Joyeuse » (Castillo de los Duques de Joyeuse) en Couiza. 
Los señores y barones de Arques-barones eran barones hereditarios de Languedoc ("Pays d'États") y tenía un asiento permanente en los "Estados de Languedoc".
El arboreto fue creado en 1933 como un vivero de « Eaux et Forêts », y actualmente es una reserva natural con senderos de paseo.

## Colecciones
Actualmente alberga especímenes de coníferas y planifolios.
Con especímenes maduros de Quercus rubra, Cedrus atlantica, Ginkgo biloba, Liriodendron tulipifera, Sequoiadendron, etc.
Un camino forestal a través de un paisaje de margas rojas y el sendero botánico que parece un poco abandonado, pero en el que se pueden identificar muchas plantas mediterráneas (Euphorbia, narcisos, gamonitas, orquídeas mediterráneas, genistas, campanulas, tomillo, lavanda, romero y fritillaria